# عبد الجليل عبده ثابت
عبد الجليل عبده ثابت محمد ثابت برلماني يمني، عضو في مجلس النواب، عن الدورة البرلمانية 2003-2009 والكتلة البرلمانية للمؤتمر الشعبي العام عن الدائرة الانتخابية رقم (163) بمحافظة الحديده. وهو متهم بسرقة اهله اخوان ثابت ب اكثر من600$ مليون دولار و اخذ منهم جميع الشركات ما يقارب 58 شركة